# Xerénte jezik
Xerénte jezik (ISO 639-3: xer), jezik Xerénte Indijanaca iz brazilske države Tocantins, u krajevima između rijeka Rio do Sono i Rio Tocantins. Govori ga oko 1 810 ljudi (2000 ISA), a u upotrebi je nešto portugalskog [por].
Xeréntski zajedno s jezicima xakriabá [xkr] i xavánte [xav]čini podskupinu acua, porodica gé.

## Vanjske poveznice
- Ethnologue (14th)
- Ethnologue (15th)